# 남충희
남충희(南忠熙, 1955년 1월 1일~)는 대한민국의 기업인이었고, 정치인 겸 대학 교수이다.

## 학력
- 서울수송국민학교 졸업
- 경복중학교 졸업
- 경복고등학교 졸업
- 서울대학교 농업토목학 학사
- 오리건 주립대학교 토목과 건설경영학 석사
- 스탠퍼드 대학교 건설경영학(Construction Management) 석사
- 스탠퍼드 대학교 대학원 건설경영학 박사 (논문: 미국건설산업계의 혁신과정)

## 대학 교수 관련 전력
- 서울대학교 초빙교수
- 한국과학기술원 겸직교수

## 경력
- 1991년: 스탠퍼드 대학교 교수
- 1991년 ~ 1995년: 쌍용건설(주) 이사대우
- 1994년 ~ 1995년: 서울대학교 초빙교수
- 1995년 ~ 1997년: 쌍용경제연구원 이사 겸 쌍용그룹 회장 자문역
- 1997년 쌍용투자증권(주) 고문.
- 1997년 ~ 1998년: 한국건설산업연구원 선임연구위원
- 1998년 ~ 2000년: 부산광역시 정무부시장
- 1998년 ~ 2003년: 센텀시티(주) 대표이사(사장)
- 2000년 ~ 2003년: 부산광역시장 경제고문
- 2003년 마젤란 인베스트먼트(주) 회장.
- 2006년 ~ 2007년: 국민중심당 당무위원, 대변인
- 2006년 대전광역시장 선거에 국민중심당 후보 출마(낙선).
- 2007년 한나라당 특별자문위원
- 2008년 SK건설 상임고문
- 2008년 11월 ~ 2010년 5월 : SK텔레콤 사장 / 도시개발사업단장
- 2010년 5월 ~ 2011년 5월 : SK텔레콤 고문
- 2010년 ~ 2011년: 中國 四川省 成都市 고문
- 2011년 ~ 2013년: 한국과학기술원(KAIST) 기술경영전문대학원 겸직교수
- 2013년 ~ 2014년: 경기도 경제부지사
- 2014년 한국과학기술원(KAIST) K-School 겸직교수
- 2015년 ~ 2017년: 새누리당 대전광역시당 대전경제특위 위원장
- 2017년 바른정당 대전광역시당 위원장
- 2018년 바른미래당 대전광역시당 위원장
- 2018.12 ~ 2019.04 바른미래당 대전시당 대전 중구 지역위원회 위원장
- 새로운보수당
- 2020.02 ~ 미래통합당
- 한밭대학교 겸임교수
- 국민의힘

## 가족 관계
- 아버지 고향은 충청남도 아산군이고, 어머니의 고향은 충청남도 연기군이다. 1955년 1월 1일 충청남도 대전시 선화동에서 6남매 중 3남으로 태어났다. 7살 때 대전사범학교 교사였던 아버지가 서울로 전근을 가면서 서울에서 학교를 다녔다.
- 부인 유영숙(제14대 환경부 장관)과의 사이에 슬하 1남이 있다. 아들 남상현(1987년생)은 대한민국 예비역 해병 중위이다.

## 저서
- 《7가지 보고의 원칙》

## 역대 선거 결과
|  | 10.45% |

|  | 8.78% |